# 鄧肯米爾斯 (伊利諾伊州)
鄧肯米爾斯（英語：Duncan Mills）是位於美國伊利諾伊州富爾頓縣的一個非建制地區。該地的面積和人口皆未知。

## 地理
鄧肯米爾斯的座標為40°20′24″N 90°11′27″W / 40.34000°N 90.19083°W，而該地的平均海拔高度為146米（即479英尺）。